# Lake Park (Florida)
Lake Park è un comune degli Stati Uniti d'America, situato in Florida, nella Contea di Palm Beach.